# Alisar Ailabouni

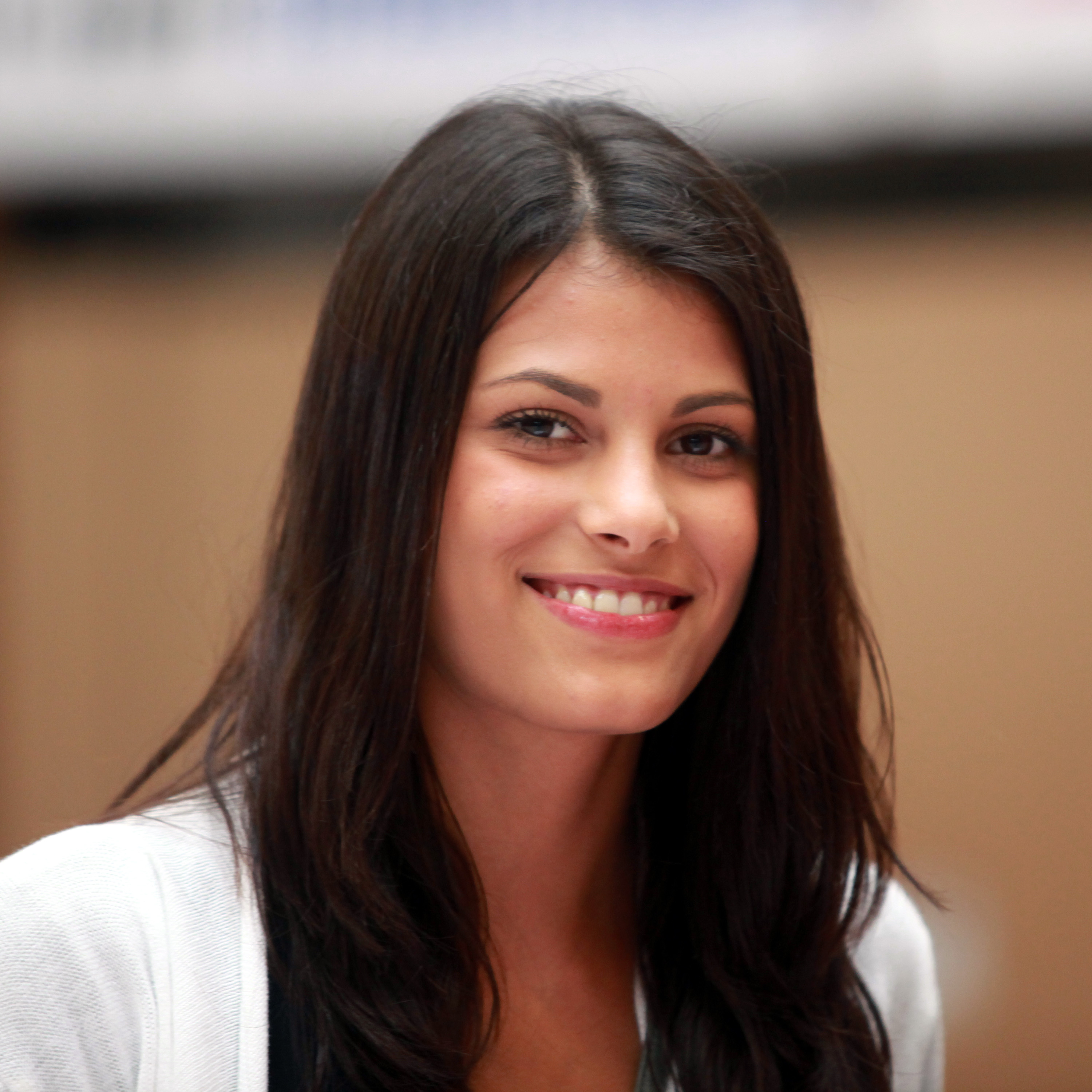
Alisar Ailabouni

Alisar Ailabouni (n. 21 martie 1989, Damasc) este un fotomodel austriac originar din Siria. Ailabouni câștigă în 2010 etapa a cincea a concursului de frumusețe Germany’s Next Topmodel.

## Date biografice
Alisar Ailabouni s-a născut în Siria, când era încă copil, familia ei emigrează în Austria. Ea a trăit la început în Amstetten și Schörfling am Attersee unde a urmat cursurile școlii primare. Face sport și ajunge în echipa națională de baschet austriacă. Lucrează ca vânzătoare, în anul 2010 candidează și câștigă în august concursul "Germany’s Next Topmodel". Fiind prima finalistă care nu provine din Germania. Deja în perioada concursului a început să lucreze ca model la Sony Ericsson și Ella Singh.